# Kreisleiter en Alsace

Affiche du Kreisleitung de Strasbourg, de janvier 1943, relative à la célébration du 10e anniversaire de la prise du pouvoir par Hitler.

Durant la Seconde Guerre mondiale, il y avait douze Kreisleitung (districts nazis) en Alsace, dirigés par des Kreisleiter.
En 1941, le parti nazi a mis en place une organisation particulièrement dense pour mieux contrôler et encadrer les Alsaciens dont les sentiments réels sont bien connus, comme le montrent les rapports sur l'état d'esprit de la population (Meldungen aus den Reich) établis par l'antenne du service de renseignement intérieur de la SS (SD-Inland) de Strasbourg. Les Kreisleiter étaient des sortes de « sous-préfets politiques » qui relevaient directement du Gauleiter.
La propagande nazie prétend que, sur quarante Kreisleiter d'Alsace et du pays de Bade, dix étaient Alsaciens. En fait, sur les douze postes de Kreisleiter, seuls six sont occupés par des Alsaciens, les autres sont octroyés à des Allemands nés en Alsace qui avait quitté le pays en 1918. Les cinq des six Alsaciens sont choisis parmi le groupe d'autonomistes alsaciens-lorrains surnommé les « internés de Nancy » : Hermann Bickler à Strasbourg, Rudolf Lang à Saverne, René Hauss à Haguenau, Edmond Nussbaum à Molsheim, Jean-Pierre Mourer à Mulhouse. Le sixième était Alexandre Krämer à Guebwiller, membre de la Jungmannschaft. Ensuite, Paul Schall et R. Schlegel remplacent Bickler et Lang mobilisés. Bickler est nommé chef du Service de renseignement extérieur de la SS (SD-Ausland) à Paris.
Le poste de Kreisleiter était le plus élevé auquel un Alsacien pouvait prétendre dans la hiérarchie du parti nazi.

## Liste desKreisleiterd'Alsace
La liste établie par la note du Chef der Ziverwaltung du 10 janvier 1941 est la suivante :
- Kreisleitung de Saverne : Rudolf Lang
- Kreisleitung de Haguenau : René (Renatus) Hauss
- Kreisleitung de Strasbourg : Hermann Bickler (puis Paul Schall)[2]
- Kreisleitung de Molsheim : Edmond (Edmund) Nussbaum[3]
- Kreisleitung de Ribeauvillé : Walter (Walther) Kirn
- Kreisleitung de Guebwiller : Dr. Alexandre (Alexander) Krämer
- Kreisleitung de Colmar : Konrad Glas
- Kreisleitung de Mulhouse : Jean-Pierre Mourer (Hans-Peter Murer)
- Kreisleitung de Altkirch : Josef Fitterer
- Kreisleitung de Wissembourg : Reinhold Lawnick
- Kreisleitung de Sélestat : Henri (Heinrich) Sauerhöfer
- Kreisleitung de Thann : Charles (Karl) Eschle
- Kreisleitung de Erstein : Johann Bender